# PostgreSQL на Amazon RDS
Служба реляционной базы данных Amazon (Amazon RDS) — это веб-служба, которая упрощает настройку, работу и масштабирование реляционной базы данных в облаке. Он обеспечивает экономичную, изменяемую по размеру емкость для стандартной реляционной базы данных и управляет обычными задачами администрирования баз данных.
БД PostgreSQL стала одной из самых популярных реляционных баз данных с открытым исходным кодом среди разработчиков крупных компаний и стартапов. На её основе работает множество приложений для анализа мобильных приложений.
Amazon RDS упрощает настройку, эксплуатацию и масштабирование развертывания PostgreSQL в облаке.
Amazon RDS позволяет всего за несколько минут осуществлять масштабируемое и недорогое развертывание PostgreSQL с возможностью настройки объёма аппаратных ресурсов.
Amazon RDS берет на себя сложные и трудоемкие задачи по администрированию, такие как установка и обновление ПО PostgreSQL, управление хранилищем, репликация с целью обеспечения высокой доступности и скорости чтения, а также резервное копирование для аварийного восстановления.

## История
SQL (Structured Query Language — Структурированный язык запросов) — язык управления базами данных для реляционных баз данных.
Сам по себе SQL не является Тьюринг-полным языком программирования, но его стандарт позволяет создавать для него процедурные расширения,
которые расширяют его функциональность до полноценного языка программирования.
Язык был создан в 1970х годах под названием «SEQUEL» для системы управления базами данных (СУБД) System R. Позднее он был переименован в «SQL» во избежание конфликта торговых марок. В 1979 году SQL был впервые опубликован в виде коммерческого продукта Oracle V2.
Первый официальный стандарт языка был принят ANSI в 1986 году и ISO — в 1987. С тех пор были созданы ещё несколько версий стандарта, некоторые из них повторяли предыдущие с незначительными вариациями, другие принимали новые существенные черты.
Несмотря на существование стандартов, большинство распространенных реализаций SQL отличаются так сильно, что код редко может быть перенесен из одной СУБД в другую без внесения существенных изменений. Это объясняется большим объёмом и сложностью стандарта, а также нехваткой в нём спецификаций в некоторых важных областях реализации.
SQL создавался как простой стандартизированный способ извлечения и управления данными, содержащимися в реляционной базе данных. Позднее он стал сложнее,
чем задумывался, и превратился в инструмент разработчика, а не конечного пользователя. В настоящее время SQL (по большей части в реализации Oracle) остается самым популярным из языков управления базами данных, хотя и существует ряд альтернатив.

## Возможности

### Простые управляемые развертывания
Сервис Amazon RDS для БД PostgreSQL предназначен для разработчиков и предприятий, которым нужен полный набор функций и возможностей базы данных PostgreSQL или требуется осуществить перенос существующих приложений и инструментов, использующих базу данных PostgreSQL.
Amazon RDS для PostgreSQL предоставляет непосредственный доступ к стандартному ПО баз данных PostgreSQL, запущенному на вашем инстансе БД Amazon RDS, что обеспечивает бесперебойную работу приложений.
- Предварительно настроенные параметры: для развертываний PostgreSQL в Amazon RDS предварительно настроен необходимый набор параметров и установок, соответствующий выбранному классу инстанса БД. Остается только запустить инстанс PostgreSQL и подключить приложение. Процесс занимает всего несколько минут и не требует дополнительной настройки. Дополнительные возможности управления предоставлены посредством групп параметров БД.

- Мониторинг и метрики: сервис Amazon RDS предоставляет доступ к метрикам Amazon CloudWatch для развертывания инстанса БД без дополнительной платы. С помощью консоли управления AWS вы можете просматривать основные рабочие метрики развертывания инстанса БД, включая использование вычислительных ресурсов, памяти и хранилища, интенсивность операций ввода-вывода и обращения к инстансу БД.

- Оповещение о событиях БД: cервис Amazon RDS предоставляет возможность получения оповещений Amazon SNS о развертывании инстанса БД с помощью электронной почты или SMS. С помощью Консоли управления AWS или API Amazon RDS можно подписаться более чем на 40 различных событий БД, связанных с развертыванием в Amazon RDS.

- Автоматическое обновление ПО: при использовании сервиса Amazon RDS вы можете быть уверены, что за развертывание отвечает последняя версия ПО PostgreSQL со всеми установленными исправлениями. Система управления версиями движка БД позволяет настроить частоту и необходимость применения исправлений в вашем инстансе БД.

### Скорость, предсказуемость, производительность
- Универсальные хранилища (SSD) Amazon RDS обеспечивают не менее 3 операций ввода-вывода в секунду на каждый выделенный гигабайт и позволяют добиться пикового значения в 3 000 операций ввода-вывода в секунду.

Вы можете перейти с магнитного хранилища на универсальное (SSD), при этом снижение доступности будет кратковременным.
Для того чтобы получить дополнительные сведения и начать работу с универсальным хранилищем (SSD) Amazon RDS, ознакомьтесь с разделом
Универсальное хранилище (SSD) руководства пользователя Amazon RDS.

### Легкость масштабирования
- Класс инстанса БД — с помощью API Amazon RDS или нескольких нажатий на Консоли управления AWS вы можете масштабировать вычислительные ресурсы и ресурсы памяти, уменьшая или увеличивая их объём в развертывании. Масштабирование, как правило, занимает всего несколько минут. Объём хранилища и количество операций ввода-вывода — по мере увеличения требований к объёму хранилища можно выделять дополнительный объём по ходу работы и без простоев. При использовании выделенных IOPS в RDS можно также масштабировать пропускную способность инстанса БД, задавая количество операций ввода-вывода в секунду от 1000 до 40 000 с шагом в 1000 и объём хранилища от 100 ГБ до 16 ТБ.

### Поддерживаемые возможности PostgreSQL
- PostGIS — это средство пространственного расширения баз данных для объектно-реляционных БД PostgreSQL. Он обеспечивает поддержку географических объектов, благодаря чему можно запускать запросы местоположений в SQL.

- Расширения поддержки языков: PostgreSQL позволяет с помощью расширений загружать в базу данных процедурные языки. В PostgreSQL входят четыре расширения поддержки языков для Perl, pgSQL, Tcl и JavaScript (с помощью движка JavaScript V8).

- Словари полнотекстового поиска: PostgreSQL поддерживает функцию полнотекстового поиска, которая позволяет определить документы на естественных языках, удовлетворяющие условиям запроса, и при необходимости отсортировать их по релевантности запросу. Словари не только повышают качество поиска, выполняют нормализацию и удаляют стоп-слова, но и повышают производительность выполнения запросов.

- HStore, типы данных JSON: PostgreSQL поддерживает тип данных JSON и две функции JSON. Это позволяет возвращать данные JSON непосредственно с сервера баз данных. PostgreSQL обладает расширением, которое интегрирует тип данных hstore для хранения наборов пар «ключ-значение» в одном значении PostgreSQL.

- pg_stat_statements: это расширение позволяет отслеживать статистику выполнения любых заявлений SQL, выполненных на инстансе, таких как userid, точно определять, какие запросы выполнены, а также определять общее затраченное время.

- Упаковщики внешних данных: расширение postgres_fdw обеспечивает доступ и позволяет изменять данные, хранящиеся на других серверах PostgreSQL, точно так же, как данные на инстансе БД PostgreSQL в Amazon RDS.

- Основные функции движка PostgreSQL: подробный список основных функций движка PostgreSQL вы найдете на данной странице (недоступная ссылка).

## Поддерживаемые версии баз данных PostgreSQL
Amazon RDS поддерживает следующие версии PostgreSQL.
темы
PostgreSQL Bерсии 10.1 на Amazon RDS
PostgreSQL Версии 9.6.6 на Amazon RDS
PostgreSQL Версии 9.6.5 на Amazon RDS
PostgreSQL Версии 9.6.3 на Amazon RDS
PostgreSQL Версии 9.6.2 на Amazon RDS
PostgreSQL версии 9.6.1 на Amazon RDS
PostgreSQL Версии 9.5.10 на Amazon RDS
PostgreSQL Версии 9.5.9 на Amazon RDS
PostgreSQL Версии 9.5.6 на Amazon RDS